# 陳意齋

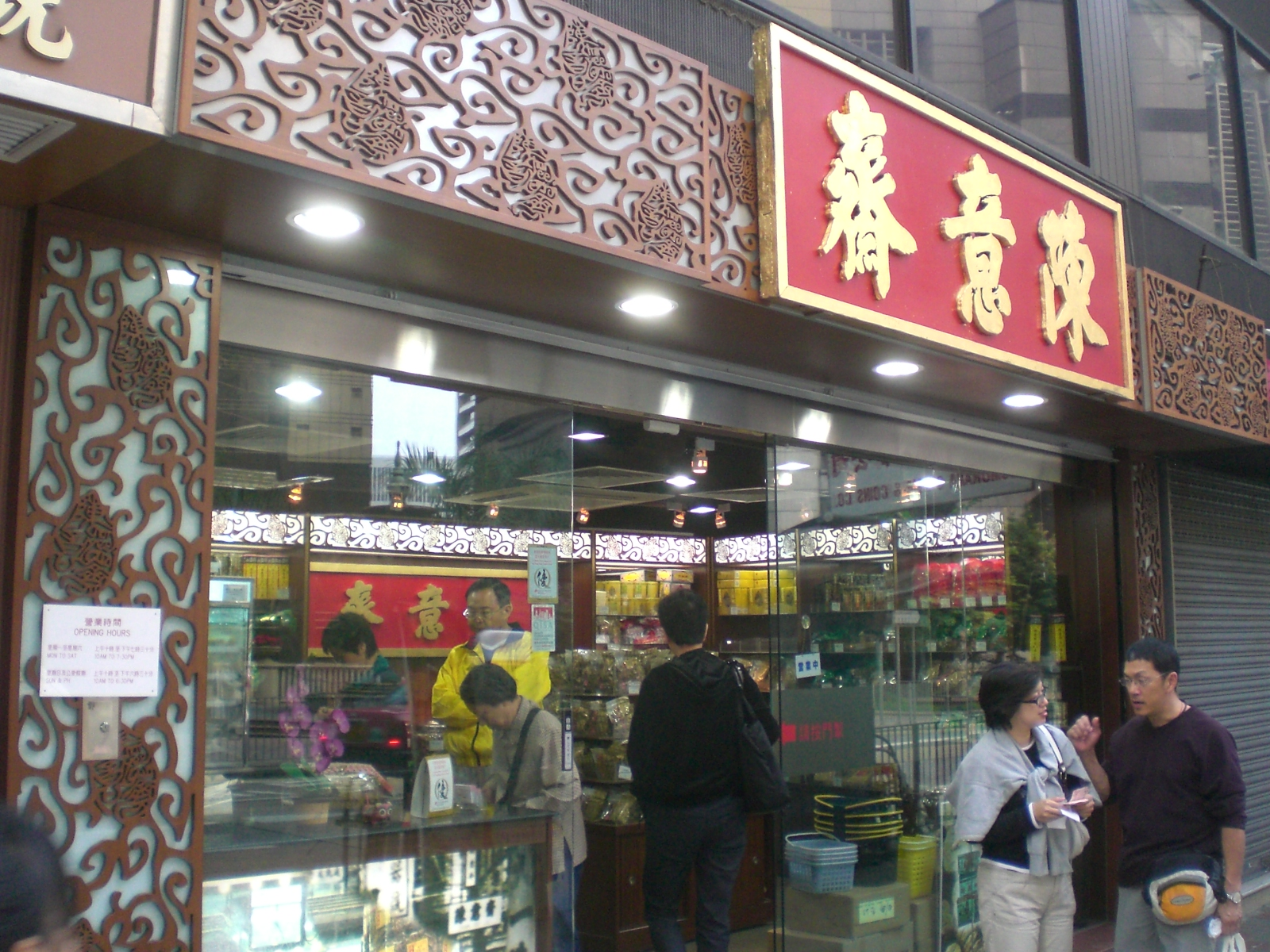
位於皇后大道中的陳意齋

陳意齋，是一家中式餅店，由陳照寰始創於1927年的廣東佛山，之後遷移至香港。
產品有杏仁餅、燕窩糕、薏米餅、蝦子扎蹄，及甘草欖、話梅、檸汁冬薑、川貝陳皮、參貝甘桔、茶泡、芋蝦、角仔等。

## 相關
- 蝦子麵
- 盲公餅、雞蛋卷、鳳凰卷